# Maladie opportuniste

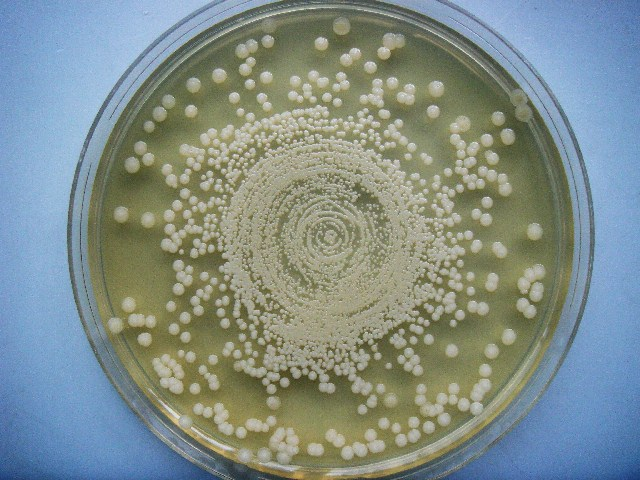
Germes d'une maladie opportuniste (Burkholderia pseudomallei), 72h après incubation.

En médecine humaine ou vétérinaire, on appelle maladie opportuniste une maladie due à des germes habituellement peu agressifs mais qui sont susceptibles de provoquer de graves complications en affectant des personnes ayant un système immunitaire très affaibli, comme les personnes subissant une greffe d'organe, une chimiothérapie ou atteintes du SIDA.

## Maladies opportunistes chez les personnes souffrant du sida
| Maladies bactériennes                         | Agent                                           | Localisations préférentielles                          |
| Tuberculose                                   | Mycobacterium tuberculosis                      | Poumon, ganglions ou disséminée                        |
| Mycobactériose                                | Mycobacterium avium intracellulare              | Sang, ganglions, tube digestif ou disséminée           |
| Maladies virales                              | Agent                                           | Localisations préférentielles                          |
| Infection à cytomégalovirus                   | CMV                                             | Rétine, tube digestif, SNC, poumon                     |
| Infection herpétique                          | HSV                                             | Peau, muqueuses, poumon, tube digestif                 |
| Dysplasie du col de l'utérus                  | VPH                                             | Dysplasies intraépithéliales cervicales de grade élevé |
| Zona                                          | VZV                                             | Peau, système nerveux                                  |
| Leucoencéphalopathie multifocale progressive  | Virus JC                                        | SNC                                                    |
| Maladie de Kaposi                             | Virus HHV-8                                     | Peau, muqueuses, poumon                                |
| Maladies parasitaires                         | Agent                                           | Localisations préférentielles                          |
| Toxoplasmose                                  | Toxoplasma gondii                               | SNC, rétine, poumon                                    |
| Cryptosporidiose, Microsporidiose, Isosporose | Cryptosporidium, Isospora belli, Microsporidies | Tube digestif                                          |
| Gale                                          | Sarcoptes scabiei hominis                       | Peau                                                   |
| Mycoses                                       | Agent                                           | Localisations préférentielles                          |
| Candidose                                     | Candida                                         | Bouche, œsophage                                       |
| Cryptococcose                                 | Cryptococcus neoformans                         | SNC, poumon ou disséminée                              |
| Histoplasmose                                 | Histoplasma capsulatum                          | Disséminée                                             |
| Aspergillose                                  | Aspergillus                                     | Poumon ou disséminée                                   |
| Pneumocystose                                 | Pneumocystis carinii                            | Poumon                                                 |
| Pénicillose                                   | Penicillium marneffei                           |                                                        |